# Pont de Sassanat
Le Pont de Sassanat est un pont de la paroisse d'Escaldes-Engordany en Andorre. C'est un bien répertorié dans l'inventaire général du Patrimoine culturel d'Andorre depuis 2004. Le pont a été construit entre 1942 et 1944.
Celui-ci se situe dans la vallée du Madriu-Perafita-Claror classée au patrimoine mondial de l'UNESCO et enjambe le riu Madriu. Le GR-7, l'un des principaux sentiers de randonnée en Andorre emprunte le pont.

## Toponymie
L'orthographe du toponyme est vacillante puisque les formes Cecenat et Sessenat sont également utilisées.
Sassanat serait formé par agglutination de l'article défini masculin singulier latin ipse. Celui-ci a donné es / sa, formes particulières de l'article défini en catalan portant le nom d'article salat. Cette forme était très répandue au Moyen Âge mais n'a perduré ultérieurement que dans la forme dialectale baléare,. Au contraire de la Catalogne voisine, l'usage de cet article salat dans la composition de toponymes est un phénomène rare en Andorre que l'on retrouve toutefois dans certains toponymes débutant par s tels que Setut.